# سلوا قلبي (فلم)
سلوا قلبي فيلم سينمائي مصري من إنتاج العام 1952 .

## قصة الفيلم
كبرت (آمال) ابنة (كاظم باشا رستم)، وتحرك قلبها بالحب نحو الممثل المسرحي (مراد) وبادلها الحب عن طريق الرسائل الموقعة باسم (كريزه)، ولمدة عام يحاول مراد مقابلتها لرؤية من أحب غيابيا، وقد سعت (آمال) لمقابلته، ولكن تضييق (الباشا) عليها ومرافقة الداده (فهيمه) لها حال دون ذلك، حتى استطاعت (امال) استدرار عطف (الداده) واستغلال سفر (الباشا) للعزبة، وذهبت لعيد ميلاد مراد ومعها كرافت هدية، ولكنها اصطدمت بالراقصة (ابتسام) صديقة (مراد)، التي سعت لتبعدها عنه بالسخرية منها والتهكم على هديتها التي تحزمت بها لترقص، ثم ألقت بها أرضا، رفضت (امال) ان تبوح بإسمها امام (مراد) وأخبرته أن اسمها (سعاد)، وخرجت من منزله غاضبة، ثم اتصلت به تليفونيا تعاتبه وحاول مصالحتها بمقابلتها بحديقة الحيوان، وزال الخلاف وعرض (مراد) مقابلة (الباشا) لطلب يدها، غير أن (الباشا) الذي كان يرى أن الممثلين قوم لا دين ولا أخلاق لهم، فرفض طلبة، واتصل بإبن أخيه (عاطف) الذي كان بالخارج وعاد حديثاً، وهو يحب (امال) ابنة عمه، فحقق له (الباشا) رغبته في الزواج منها، وفوجئت (آمال) بالقرار فقررت الهرب لتتزوج (مراد)، وارسلت له خطاب مع داده (فهيمه) تخبره بحضورها الساعة السادسة، ولكن الخطاب وقع في يد (ابتسام)، والتي اتصلت بالباشا ودبرت معه خطة لتخليصه من هذه الفضيحة، وذلك بأن جعلته يستدعى (مراد) لإبعاده عن منزله، وجعلت خادمتها تتصل (بمراد) لتخبره بمجيئ (أمال) في السابعة، وانتظرت (ابتسام) حضور (امال) في الموعد بمنزل (مراد) وقد تخففت من ملابسها ومثلت انها تحادث (مراد) وهو بالحمام لتفهم (أمال) انه متزوج من (ابتسام)، وانه يسعى لثروة (الباشا).
عادت (امال) لوالدها آسفة وقبلت الزواج من (عاطف) وسافر الجميع إلى لبنان، تسوء حالة (مراد) ويدمن الخمر ويفقد عمله في المسرح، ولمدة ثلاثة سنوات لم تشعر (امال) بالسعادة، ولم يشعر (عاطف) بالسعادة معها، وبطريق المصادفة استمعت (امال) لوالدها يحادث (ابتسام) فإكتشفت خيوط المؤامرة، واجهت (الباشا) بتصرفه البعيد عن الأخلاق، وتركت المنزل لمقابلة (مراد) فخرج وراءها مسرعا ووجد (عاطف) في طريقه وأخذه معه وأسرعوا بالسيارة وراءها، غير أن حادث انقلاب للسيارة أدت لإصابة عاطف بشلل في قدميه، فرفضت (امال) التخلى عنه وشجعها (مراد) على العودة إلى زوجها (عاطف)، ليعود (مراد) للخمر، تحسنت حالة (عاطف) ولكن ساءت حالة (امال) النفسية وفقدت رغبتها في الحياة، وأجمع الأطباء على تأثرها بأزمة عاطفية قديمة، بحث فيها (عاطف) حتى علم الحقيقة، ولكى يساعد حبيبته على الشفاء تنازل عنها لتلحق بحبيبها (مراد) وسعى (الباشا) لتصحيح خطأه لإستعادة (مراد) لاسمه ومجده المسرحي من جديد.

## بطولة
- فاتن حمامة (آمال)
- يحيى شاهين (مراد)
- عمر الحريري (عصام)
- عبدالسلام النابلسي
- عبدالعزيز أحمد (مدبولي)
- محسن سرحان (عاطف)
- حسين رياض (كاظم رستم)
- سناء جميل
- زمردة (ابتسام)
- ثريا فخري (فهيمة)
- أحمد بالي
- شفيق نور الدين (مدير المسرح)